# ジョージ・B・フィールド

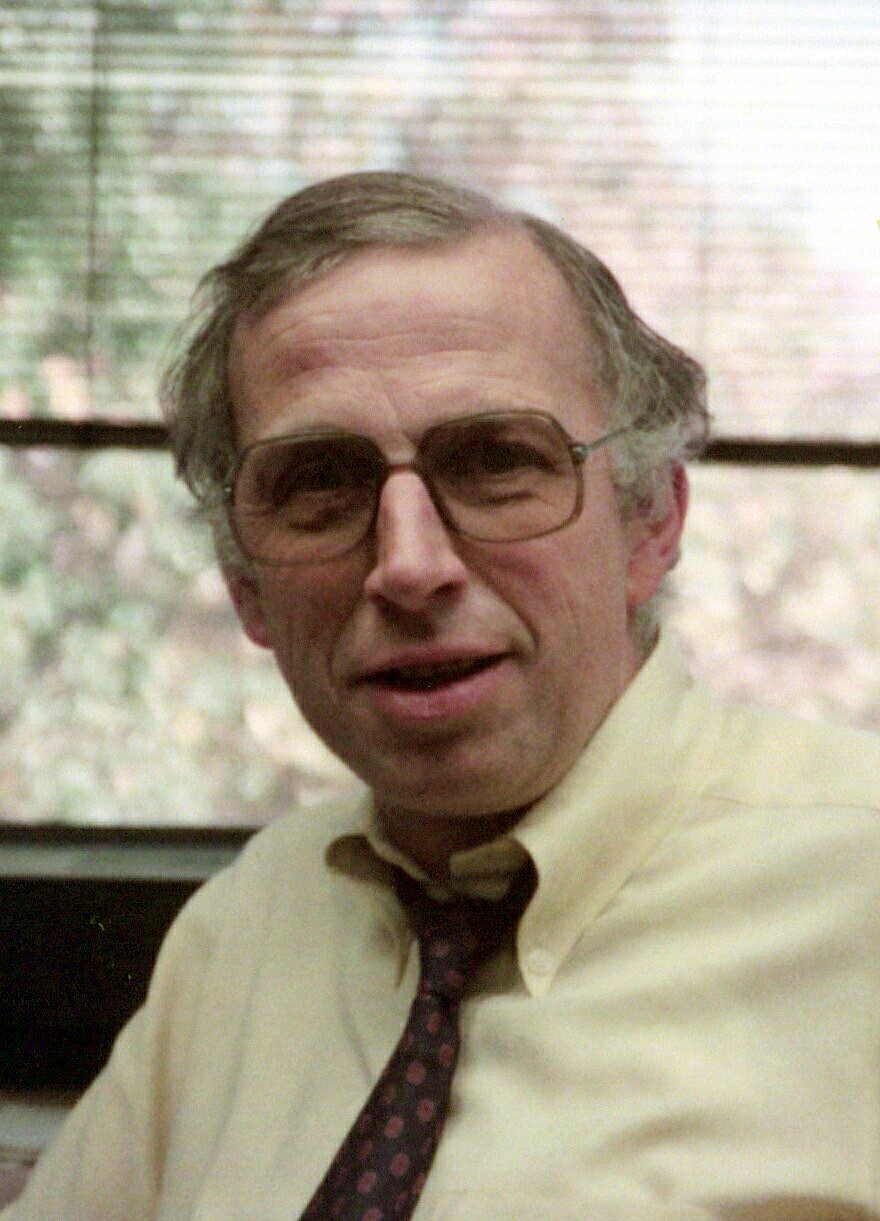
ジョージ・B・フィールド

ジョージ・B・フィールド（George B. Field 、1929年10月25日 - 2024年7月31日）はアメリカ合衆国の天体物理学者。銀河の星間物質の研究に貢献した。
ロードアイランドのプロヴィデンスに生まれた。マサチューセッツ工科大学で化学・物理を学び、1951年から1952年まで海軍兵站研究所（Naval Ordnance Laboratory）で働いた後、1955年にプリンストン大学でライマン・スピッツァーJr.の指導で天文学の博士号を得た。1957年からプリンストン大学講師、1965年からカリフォルニア工科大学の教授、1972年からハーバード大学の教授、1982年からスミソニアン天文台台長をつとめた。1973年から1982年の間Harvard-Smithsonian Center for Astrophysicsの所長も務めた。
2024年7月31日に死去。94歳没。

## 賞・叙勲等

### 賞
- カール・シュヴァルツシルト・メダル（1978年）
- スミソニアン協会 Joseph Henry Medal （1982年）